# Harmothoe assimilis
Harmothoe assimilis är en ringmaskart som först beskrevs av Örsted 1843.  Harmothoe assimilis ingår i släktet Harmothoe och familjen Polynoidae. Inga underarter finns listade i Catalogue of Life.